# Psalm Nefiego

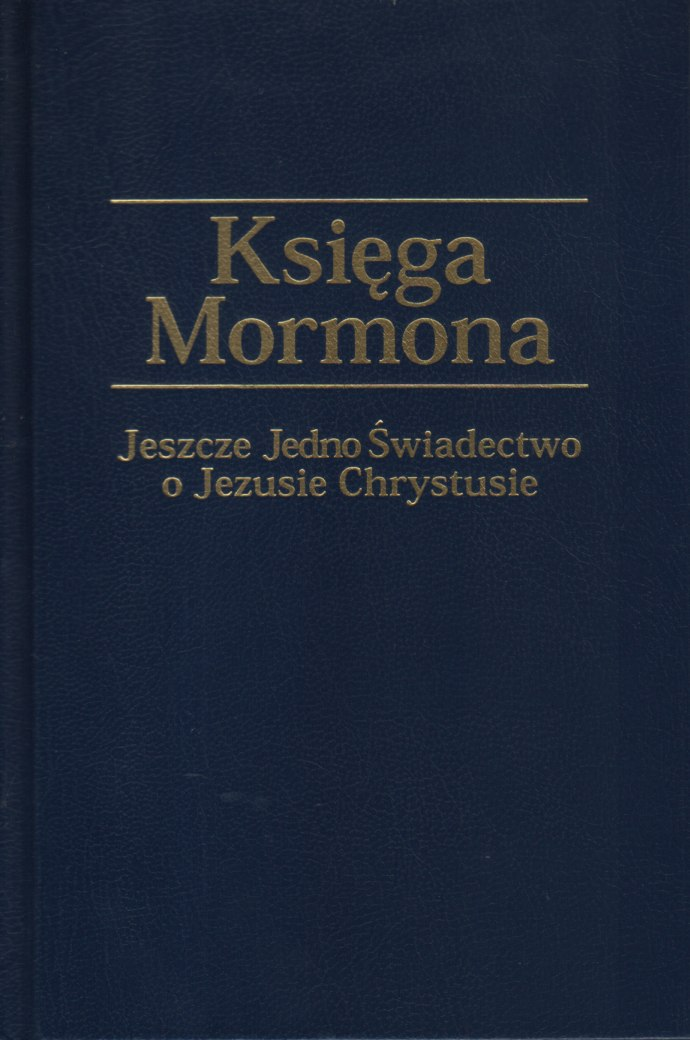
Księga Mormona, jedno z mormońskich pism świętych i jednocześnie źródło psalmu Nefiego

Psalm Nefiego – liryczny utwór modlitewny pojawiający się w początkowych partiach Księgi Mormona.
Odnosi się do fragmentu zapisanego w 2. Księdze Nefiego, konkretnie do wersetów od szesnastego do trzydziestego piątego czwartego rozdziału tej właśnie księgi. Zgodnie z teologiczną perspektywą na wewnętrzną strukturę Księgi Mormona został zapisany w części materiału określanej mianem mniejszych płyt Nefiego. Jego autorem miał był prorok Nefi, syn Lehiego i pierwszy władca Nefitów.
Jedyny psalm pojawiający się na kartach Księgi Mormona. Naznaczony religijną żarliwością, odzwierciedla moralne rozterki domniemanego autora, jak również jego samotność po niedawnej śmierci ojca. Zwraca się do Boga w poszukiwaniu pocieszenia i przewodnictwa. Wyraża także podziękowania. Misternie i pieczołowicie skonstruowany, ma zdradzać wyraźny wpływ starotestamentalnej Księgi Psalmów. Cieszy się dużą popularnością wśród świętych w dniach ostatnich. Przez wielu z nich uznawany jest za jeden z najbardziej poruszających fragmentów Księgi Mormona. 
W mormońskim dyskursie teologicznym używa się wobec niego różnych określeń. George Reynolds oraz Janne M. Sjodahl używali wobec tego utworu określenia pieśń Nefiego. Hugh Nibley, jeden z ojców mormońskiej apologetyki, określił go mianem hymnu dziękczynnego. Porównał go przy tym do jednego z hymnów z rękopisów z Qumran. Najpopularniejszą nazwę, tę, pod którą jest znany współcześnie, ukuł Sidney B. Sperry w wydanej w 1947 książce Our Book of Mormon.